# Carlos Valenzuela Cabrales
Carlos Alberto Valenzuela Cabrales (Jonuta, Tabasco; 17 de julio de 1955) es un político mexicano miembro del Partido Acción Nacional (PAN). Se tituló como médico cirujano por la Universidad Nacional Autónoma de México y estudió un posgrado en Políticas Públicas en el Instituto Tecnológico Autónomo de México.
El exfuncionario mexicano se ha desempeñado en diversos cargos públicos como diputado Federal de la LVIII Legislatura del Congreso de la Unión de México, diputado local de la LVI Legislatura del Congreso del Estado de Tabasco y Regidor del H. Ayuntamiento del Municipio de Centro (Tabasco).
Igualmente, fue candidato al Senado de México en la elección del 2006 y precandidato del Partido Acción Nacional al gobierno del estado de Tabasco en la elección del 2012.
Carlos Alberto Valenzuela Cabrales es bisnieto del empresario maderero y tres veces gobernador de Tabasco, Policarpo Valenzuela.
Está casado con Magdalena Zavala López con quien tiene tres hijos: Carlos César, Francisco Fernando y Alberto Alonso.
Previo a su carrera política, Carlos Alberto Valenzuela Cabrales se dedicó a actividades empresariales dentro del sector ganadero y automotor.